# Elantxobe
Elantxobe város Spanyolországban,  Bizkaia tartományban. Elantxobe Ibarrangelu községgel határos. Lakosainak száma 349 fő (2024).

## Népesség
A település népessége az utóbbi években az alábbiak szerint változott:
| Lakosok száma | 457  | 463  | 447  | 441  | 402  | 391  | 363  | 350  | 349  | 349  |
|               | 2001 | 2004 | 2007 | 2009 | 2012 | 2014 | 2017 | 2019 | 2022 | 2024 |